# Nassarius jactabundus
Nassarius jactabundus is een slakkensoort uit de familie van de Nassariidae. De wetenschappelijke naam van de soort is voor het eerst geldig gepubliceerd in 1906 door Melvill.